# Ocell sedós europeu

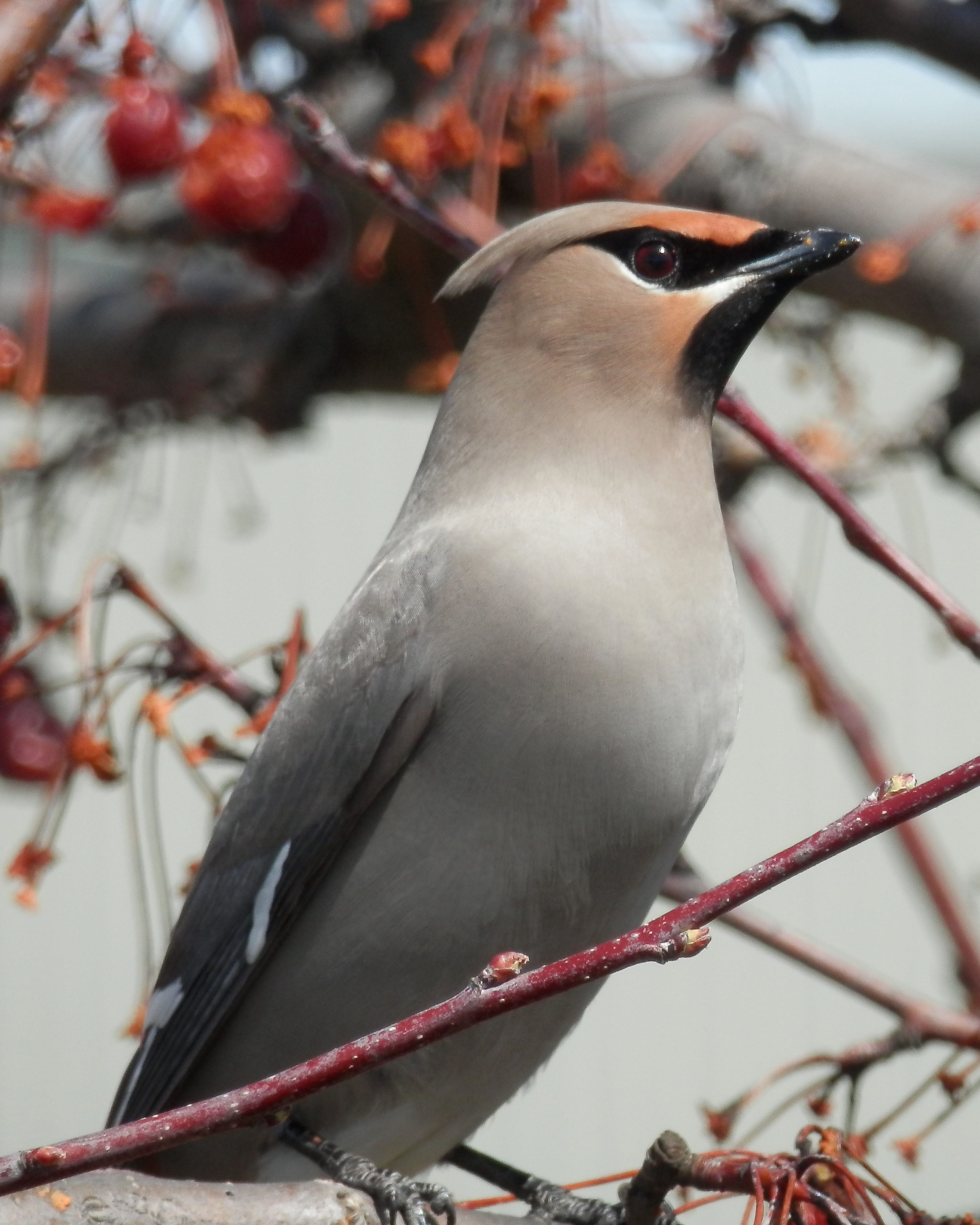
Bombycilla garrulus a Ontario, Canadà

L'ocell sedós europeu (Bombycilla garrulus) és un ocell passeriforme de la família dels bombicíl·lids (Bombycillidae). És que cria als boscos del nord de la regió Paleàrtica i Amèrica del Nord. Habita els boscos temperats i els boscos tropicals i subtropicals de frondoses humits de les terres baixes. El seu estat de conservació es considera de risc mínim.
És de la mida d'un estornell i té principalment un plomatge de color gris beix groguenc, marques negres a la cara i una cresta punxeguda. Les ales estan acolorides de blanc i groc brillant, i les puntes d'algunes plomes tenen l'aspecte sedós vermell que donen a aquesta espècie el seu nom comú. Les tres subespècies existents mostren només petites diferències d'aspecte. Les femelles són semblants als mascles, tot i que els exemplars joves tenen els caràcters menys marcats i tenen poques o cap punta de les ales ceroses. Encara que la distribució de l'ocell sedós europeu s'encavalca amb la de l'ocell sedós americà i l'ocell sedós del Japó, es distingeix fàcilment d'ells per les diferències de mida i plomatge.
L'hàbitat de reproducció són els boscos de coníferes, generalment a prop de l'aigua. La parella construeix un niu folrat en forma de copa en un arbre o arbust, sovint a prop del tronc. La posta de 3-7 ous és incubada només per la femella durant 13-14 dies fins a l'eclosió. Els pollets són altricials i nus, i són alimentats pels dos progenitors, al principi sobretot amb insectes, però més endavant majoritàriament amb fruita. Comencen a volar al voltant dels 14-16 dies després de sortir de l'ou. Molts ocells abandonen la seva zona de nidificació a l'hivern i migren cap al sud. En alguns anys, un gran nombre d'ocells sedosos europeus van molt més enllà del seu rang de distribució hivernal normal a la recerca de fruita, la qual constitueix la major part de la seva dieta.
Els ocells sedosos europeus poden ser molt mansos a l'hivern, entrant a ciutats i jardins a la recerca de menjar, sent les baies de moixera de guilla, una de les seves preferides. Poden metabolitzar l'alcohol produït en la fruita en fermentació, però, tot i això, poden intoxicar-se, de vegades mortalment. Altres riscos inclouen la depredació per aus rapinyaires, la infestació per paràsits i els xocs amb cotxes o finestres. L'elevat nombre d'individus d'aquesta espècie i l'àrea de reproducció tan gran fan que la Unió Internacional per a la Conservació de la Natura la classifiqui com de risc mínim.

## Taxonomia
Els bombicíl·lids són una família, Bombycillidae, d'ocells de cua curta amb un plomatge suau, una cresta al cap i ales i cues amb estampats característics. Hi ha tres espècies d'ocell sedós: l'europeu, l'americà o dels cedres i el del Japó. Els estudis d'ADN i les característiques compartides, com ara una mida relativament gran, les parts inferiors grises i els patrons de la cua similars, fan pensar que els ocells sedosos del Japó i els europeus estan més estretament relacionats dins del gènere. Tot i que només l'americà i l'europeu solen tenir puntes vermelles a les plomes de les ales, aquesta característica la mostra ocasionalment el del Japó, fet que suggereix que originalment es tractava d'una característica de tota la família que s'ha perdut en una espècie, en lloc d'un indicador d'una relació estreta. L'anàlisi d'ADN confirma que l'americà es va separar aviat dels altres membres de la família. Fora del gènere, es creu que els parents més propers dels ocells sedosos són els papamosques sedosos, el cigua de les palmeres i l'hipocoli gris, tots els quals de vegades s'han inclòs a la família Bombycillidae.
L'ocell sedós europeu va ser descrit per Carl Linnaeus en la seva 10a edició del Systema Naturae de 1758 com Lanius garrulus. Però van ser traslladats al seu propi gènere, Bombycilla, per Louis Jean Pierre Vieillot el 1808. El nom del gènere Bombycilla prové del grec bombux, "seda" i del llatí modern cilla, «cua» ; aquesta és una traducció directa de l'alemany Seidenschwanz, "cua de seda", i fa referència al plomatge suau i sedós de l'ocell. El nom de l'espècie garrulus és llatí i significa parlador i va ser aplicat a aquest ocell, com "Garrulus Bohemicus", per Conrad Gessner l'any 1555; el terme és una referència a una suposada semblança amb el gaig eurasiàtic (Garrulus glandarius) més que no pas a les vocalitzacions de l'ocell sedós.
Hi ha tres subespècies reconegudes:
- B. g. garrulus (Linnaeus, 1758): la subespècie nominotípica, cria a l'Europa del nord des de Noruega fins als Urals.
- B. g. centralasiae (Poliakov, 1915): viu des dels Urals cap a l'est de tot el nord d'Àsia.[16]
- B. g. pallidiceps (Reichenow, 1908): cria al Nord-oest de Nord-amèrica.[17]

Les diferències entre aquestes formes són petites i clinals, i l'espècie podria ser considerada probablement com a monotípica. El registre fòssil inclou dipòsits del Plistocè del Regne Unit i dels Carpats.

## Descripció

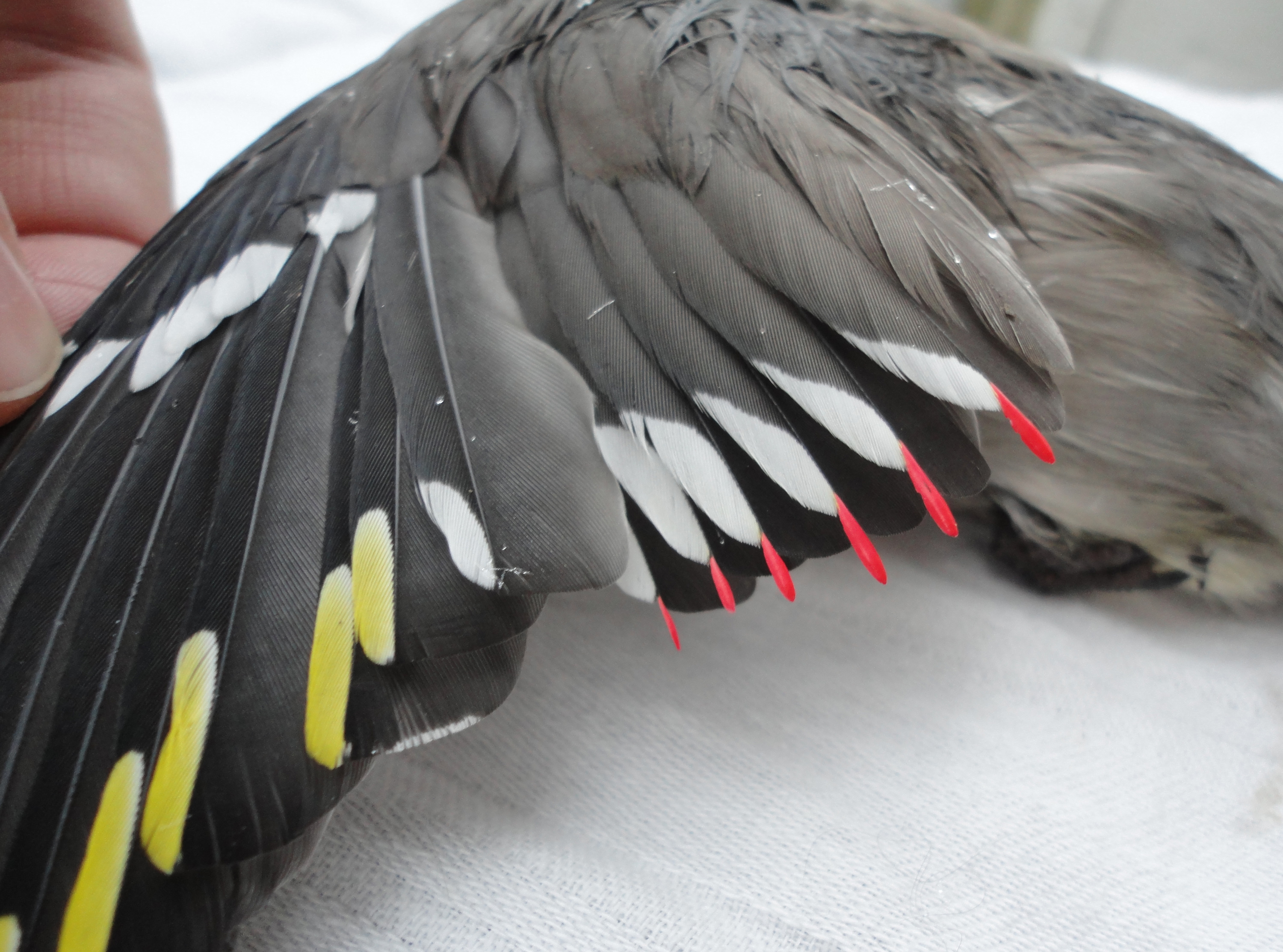
Les puntes de les ales vermelles són distintives

L'ocell sedós europeu és de la mida d'un estornell de llargada amb uns 32 a 35.5 cm d'envergadura i un pes mitjà de 55 g. És de cua curta, principalment de color gris marronós, i té una cresta conspícua al cap. El mascle de la subespècie nominal té una màscara negra a través de l'ull i una gola negra. Hi ha una ratlla blanca darrere del bec i una corba blanca sota l'ull. La part inferior del ventre és de color castany i hi ha zones de color canyella al voltant de la màscara. La gropa és grisa i la cua acaba en una banda de color groc brillant amb un ampli marge negre per sobre. Les ales són molt distintives; les plomes de vol són negres i les primàries tenen marques que produeixen una franja groga i "hams" blancs a l'ala tancada. Les plomes secundàries de l'adult acaben en llargs apèndixs vermells amb l'aspecte de lacre o cera de segellat. Els ulls són marró fosc, el bec és principalment negre i les potes són de color gris fosc o negre. En vol, els grans estols d'ocells amb les ales llargues i la cua curta tenen una certa semblança amb els de l'⁣estornell comú, i el seu vol és igualment ràpid i directe. S'enfila fàcilment entre arbustos i arbres, però només es mou per terra.
Les plomes suaus i denses es mantenen en bon estat mitjançant el poliment i la cura. Les puntes ceroses vermelles són els extrems estesos i aplanats dels eixos de plomes, pigmentats amb astaxantina i tancats en una funda transparent. Un estudi de l'ocell sedós americà va demostrar que les puntes vermelles són poques o absents fins al tercer any de vida d'aquesta espècie relacionada. Totes les ales adultes tenen una muda completa anualment entre agost i gener. Els joves muden al mateix temps, però conserven el seu vol i algunes altres plomes de les ales.
La femella és molt semblant al mascle, però té una banda terminal groga més estreta a la cua, una vora inferior menys definida a la gola negra i marques de les ales una mica menys distintives. Els joves són més apagats que els adults, amb les parts inferiors més blanques, només unes poques puntes de les ales vermelles, sense negre a la gola i una màscara facial negra més petita. En comparació amb la subespècie nominotípica, la subespècie B. g. centralasiae és més pàl·lida, més grisa i té una mica de color marró vermellós darrere del bec. La subespècie americana B. g. pal·lidiceps té més coloració a les galtes i al front que la forma nominal i, d'altra manera, és generalment més apagada.
| So de vol |
|           |
|           |
|           |

La distribució de l'ocell sedós europeu se superposa a la dels dos altres membres del gènere. L'ocell sedós americà és més petit que l'europeu; té les parts superiors més marrons, la part inferior de la cua blanca i una línia blanca per sobre del pegat de l'ull negre. Els adults d'ocell sedós americà tenen el ventre groguenc i a totes les edats tenen ales amb un dibuix menys fort que els europeus. L'ocell sedós japonès es distingeix fàcilment dels seus parents; té una banda terminal vermella a la cua, la màscara negra s'estén per la part posterior de la cresta i no hi ha cap ratlla groga ni puntes vermelles a les ales.
La veu de l'ocell sedós europeu és un trinat alt sirrrr. És menys vacil·lant i de to més baix que el de l'ocell sedós americà, i més llarg i de to més baix que la crida de l'ocell sedós japonès. Altres crits són només variants de la vocalització principal; els pollets utilitzen una versió més tranquil·la per cridar als pares, i les veus de festeig, també fetes durant la construcció del niu, tenen un rang de freqüències especialment gran. Encara que no és una veu com a tal, quan un estol s'enlaira o aterra, les ales emeten un so característic que es pot escoltar a 30 m de distància.

## Distribució i hàbitat

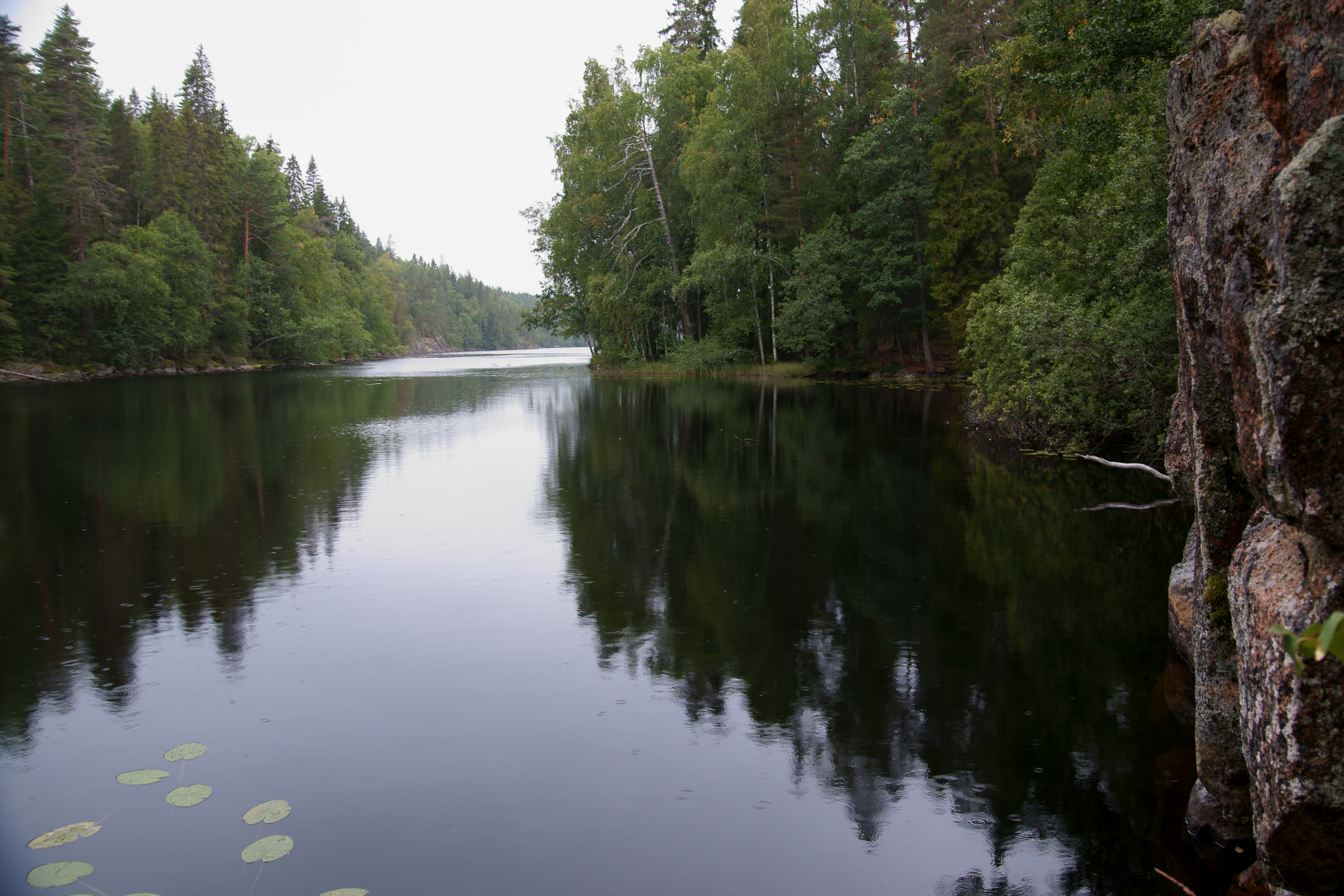
El bosc de coníferes septentrional és l'hàbitat de cria.

L'ocell sedós europeu té una distribució circumpolar i es reprodueix a les regions del nord d'Euràsia i d'Amèrica del Nord. A Euràsia, el seu límit nord de nidificació es troba poc abans del límit arbori, aproximadament a l'isoterma dels 10. °C al juliol, i es reprodueix al sud localment fins a uns 51 °N. La majoria dels ocells es reprodueixen entre els 60 i els 67 °N, arribant als 70 °N a Escandinàvia. La subespècie nord-americana es reprodueix a les zones nord-oest i centre-nord del continent, la seva distribució s'estén cap al sud més enllà de la frontera dels EUA a les Muntanyes Rocalloses.
L'ocell sedós europeu és migrador que abandona la major part de l'àrea de reproducció a mesura que els individus es mouen cap al sud amb l'arribada de l'hivern. La migració comença al setembre al nord de l'àrea de cria i un mes més tard més al sud. Els ocells eurasiàtics solen hivernar des de l'est de Gran Bretanya —passant pel nord d'Europa occidental i central, Ucraïna, Kazakhstan i el nord de la Xina— fins al Japó. Els individus reproductors nord-americans tenen tendència a anar més al sud-est, molts ocells hivernen al sud-est del Canadà, amb nombres més petits als estats nord-centrals i nord-est dels Estats Units. Els ocells no solen tornar als mateixos llocs d'hivernada en anys successius. Un ocell hivernant a Ucraïna es va trobar 6.000 km a l'est, a Sibèria, l'any següent.

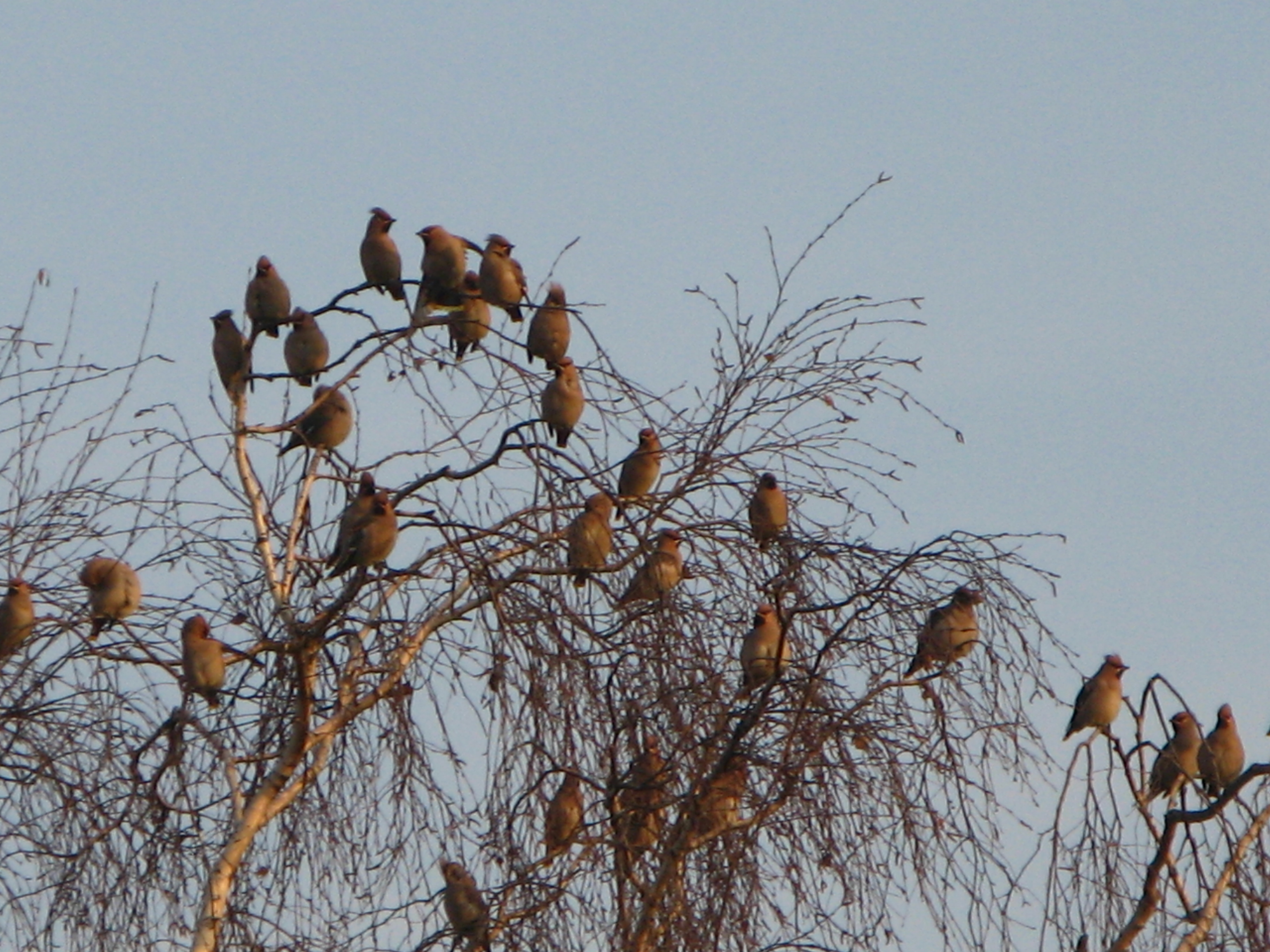
Un estol a l'hivern a Polònia

Alguns anys, l'ocell sedós europeu irromp al sud de les seves zones d'hivernada normals, de vegades en gran nombre. Les fruites de què s'alimenten i depenen els ocells a l'hivern varien en abundància d'un any per l'altre, i en els anys pobres, especialment els que segueixen una bona collita l'any anterior, els estols es desplacen més al sud fins a aconseguir un subministrament adequat. Hi restaran fins que s'acabi el menjar i tornaran a continuar endavant. En la que pot ser la irrupció més gran mai a Europa, a l'hivern del 2004-2005, només a Alemanya es van registrar més de mig milió d'ocells sedós europeu. Aquesta invasió va seguir una temporada de reproducció inusualment càlida i seca. El 1908 es va registrar un estol de la subespècie nord-americana de 60 a 90 m d'ample que trigava de dos a tres minuts a passar per sobre l'observador.
L'hàbitat de cria són coníferes madures, sovint avets, encara que també poden haver-hi altres coníferes, i arbres de fulla ampla. Les zones més obertes i humides, com ara llacs i torberes amb arbres morts i ofegats, s'utilitzen per alimentar-s'hi d'insectes. A Euràsia fan ús de les terres baixes, valls i terres altes, encara que solen evitar les muntanyes. Tanmateix, la subespècie nord-americana nidifica al Canadà a altituds entre 900 a 1550 m. Fora de l'època de reproducció, l'ocell sedós europeu ocuparà una àmplia gamma d'hàbitats sempre que hi hagi fruits adequats, com els de la moixera de guilla. Es pot trobar per carreteres, parcs i jardins o al llarg de tanques o vores de boscos. Ara mateix mostra poca por als humans. A l'hivern s'allotgen en comunitat en arbres densos o tanques, de vegades amb pit-roigs americans, grives cerdanes o altres espècies hivernants.

## Comportament

### Cria

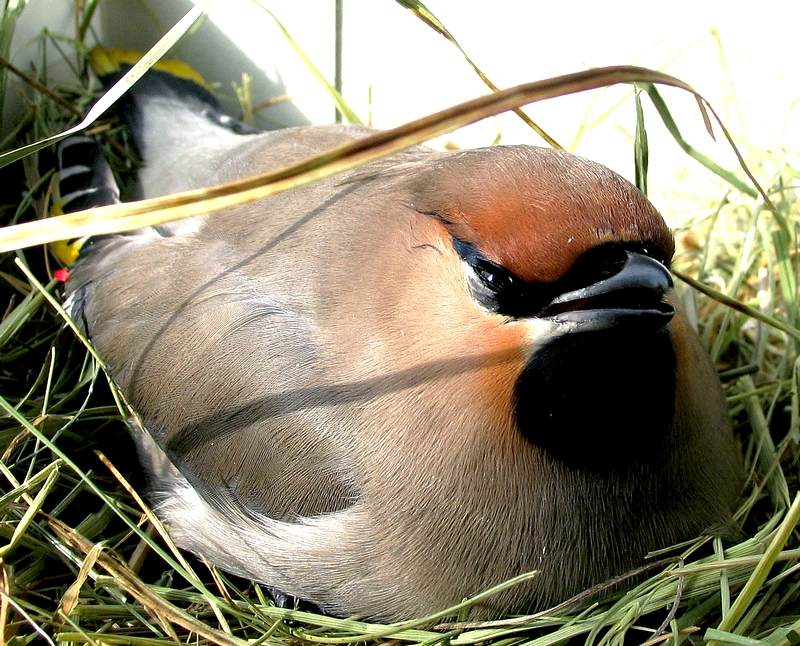
Femella al niu

Els ocells sedosos comencen el seu retorn dels llocs d'hivernada al febrer o març, però els reproductors del nord no arriben a les seves zones de cria fins a l'abril o principis de maig. Aquesta és una espècie monògama que nidifica principalment des de mitjan juny fins al juliol.
Aquests ocells no són molt territorials i, tot i que normalment les parelles es reprodueixen en solitari, diverses parelles poden nidificar juntes allà on hi hagi molts bons llocs de nidificació. Els mascles de vegades poden dissuadir els rivals d'apropar-se a les seves parelles, i les femelles poden barallar-se pels llocs dels nius. L'agressivitat es mostra aixecant les plomes i la cresta, mostrant la gola negra i obrint el bec. L'exhibició de cria és gairebé el contrari d'això; el mascle aixeca el cos i les plomes de la cresta, i allunya el cap de la femella. El mascle pot presentar repetidament a la seva parella un regal petit, sovint aliment, col·locant-lo al seu bec obert. En aproximadament el 90% dels casos, aquesta mostra no condueix a la còpula. Els mascles més grans tenen les puntes més vermelles a les ales i són preferits per les femelles.

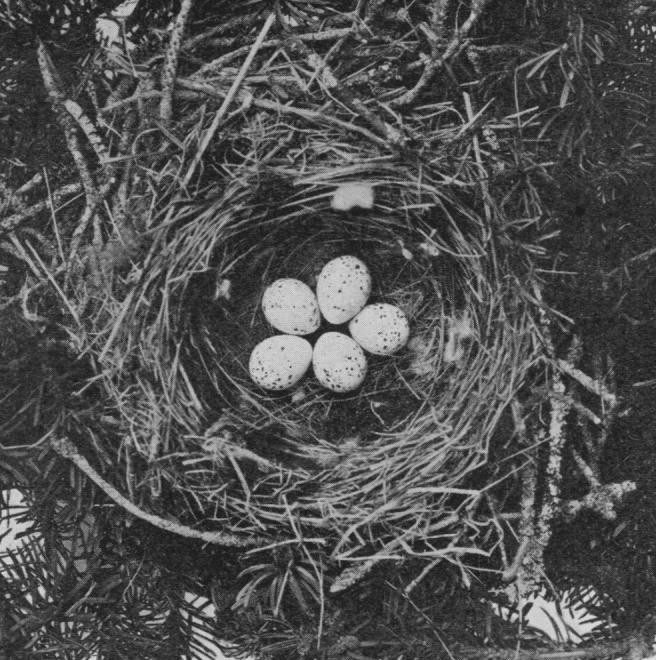
Niu i ous

El niu, construït per ambdós sexes, té forma de tassa de branques primes folrada amb material més tou com herba fina, molsa, pell o líquens. Està construït a una altura d'entre 1,3 a 15 m del terra en un pi o matoll, generalment a prop del tronc. Els ous són d'un blau pàl·lid brillant amb taques negres i grises i la posta té entre 3 i 7 ous, encara que són més comunes les de cinc o sis. La mida mitjana de l'ou és de 24 per 18 mm i pesa uns 3,8 g, dels quals el 5% és closca. Els ous s'incuben durant 13-14 dies només per la femella. La seva parella l'alimenta amb baies regurgitades i rarament surt del niu. Els pollets són altricials i nus, i tenen la boca de color vermell brillant; són alimentats pels dos progenitors, tot i que el mascle porta la major part del menjar, principalment insectes, els primers dies. Les cries s'alimenten en gran part amb fruites. Els pollets volen entre els 14 i 16 dies després de l'eclosió. Els adults els alimenten fins dues setmanes després de l'envol.
Les densitats de reproducció d'aquests ocells solen ser baixes en comparació amb altres passeriformes, normalment menys de deu ocells per quilòmetre quadrat, fins i tot en un bon lloc, tot i que s'han trobat a Rússia fins a 35 o 36 individus per quilòmetre quadrat. El més habitual és que tinguin una cria cada any. Les edats màximes registrades són 5 anys i 10 mesos a Amèrica del Nord i més de 13 anys i 6 mesos a Europa. Es desconeix, però, l'esperança de vida mitjana. Les causes més importants de mort són la depredació, les col·lisions amb finestres i cotxes, i l'enverinament per sal anticongelant de carretera consumida amb la beguda.

### Alimentació

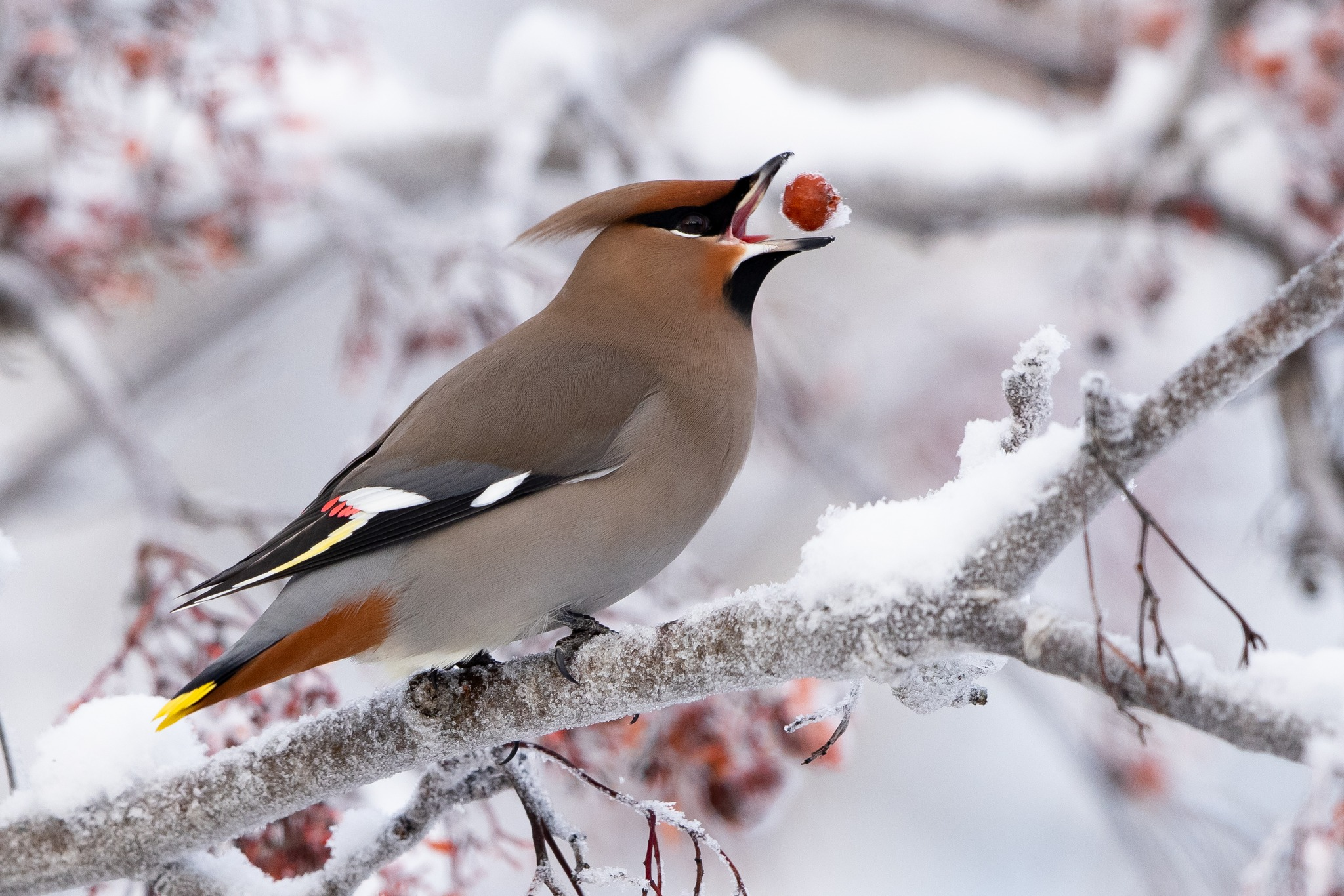
Menjant una baia, Kenai National Wildlife Refuge, Alaska

Els ocells sedosos europeus són principalment frugívors, però també consumeixen insectes durant l'època de reproducció. Els mosquits i altres dípters són les preses més comunes, però es mengen molts altres insectes i algunes aranyes. S'agafen principalment capturant mosques des d'una perxa oberta, però alguns es poden caçar sobre la vegetació. Normalment cullen la fruita dels arbres, de vegades del terra, i se la solen empassar sencera. A l'estiu, les fruites de les espècies de Vaccinium i Rubus són els elements més importants de la seva dieta, mentre que el cotoneaster, el ginebre, l'arç blanc, el gavarró o rosa mosqueta i les pomes predominen fora de l'època de cria. Les baies de la moixera de guilla són un dels seus menjars preferits i en mengen sempre que n'hi hagi de disponibles.
Els ocells sedosos poden menjar una gran quantitat de baies, cada ocell de vegades en consumeix diversos centenars al dia, més del doble del seu propi pes. Es va registrar que un individu menjava entre 600 i 1.000 baies de cotoneaster en sis hores i defecava cada quatre minuts. Recorren distàncies importants quan s'alimenten i ajuden a dispersar les llavors dels fruits. Les ales de cera s'alimenten en grans estols, de vegades de diversos centenars d'ocells, la qual cosa els permet aclaparar ocells com les grives que intenten defensar els seus arbres fruiters.
La fruita és rica en sucre, però deficient en altres nutrients, per la qual cosa se n'ha de menjar en grans quantitats. Els ocells sedosos europeus tenen un fetge gran que ajuda a convertir el sucre en energia. Poden metabolitzar l'etanol produït a partir de la fermentació d'aquestes fruites ensucrades de manera més eficient que els humans, però, així i tot, encara poden intoxicar-se, de vegades mortalment. Les ales de cera sovint beuen aigua o mengen neu a l'hivern, ja que el sucre de la seva dieta de fruites tendeix a deshidratar els ocells mitjançant un efecte osmòtic. A l'estiu, les fruites són més sucoses i l'aigua deixa de ser un problema.
En el passat, l'arribada d'aquests ocells va coincidir de vegades amb epidèmies de còlera o de pesta, i va donar lloc a l'antic nom holandès i flamenc Pestvogel, "ocell de pesta". Es pensava que els ginebrons dels quals s'alimentaven oferien protecció, i la gent en consumia la fruita i en cremava branques per fumigar les seves cases.

## Depredadors i paràsits

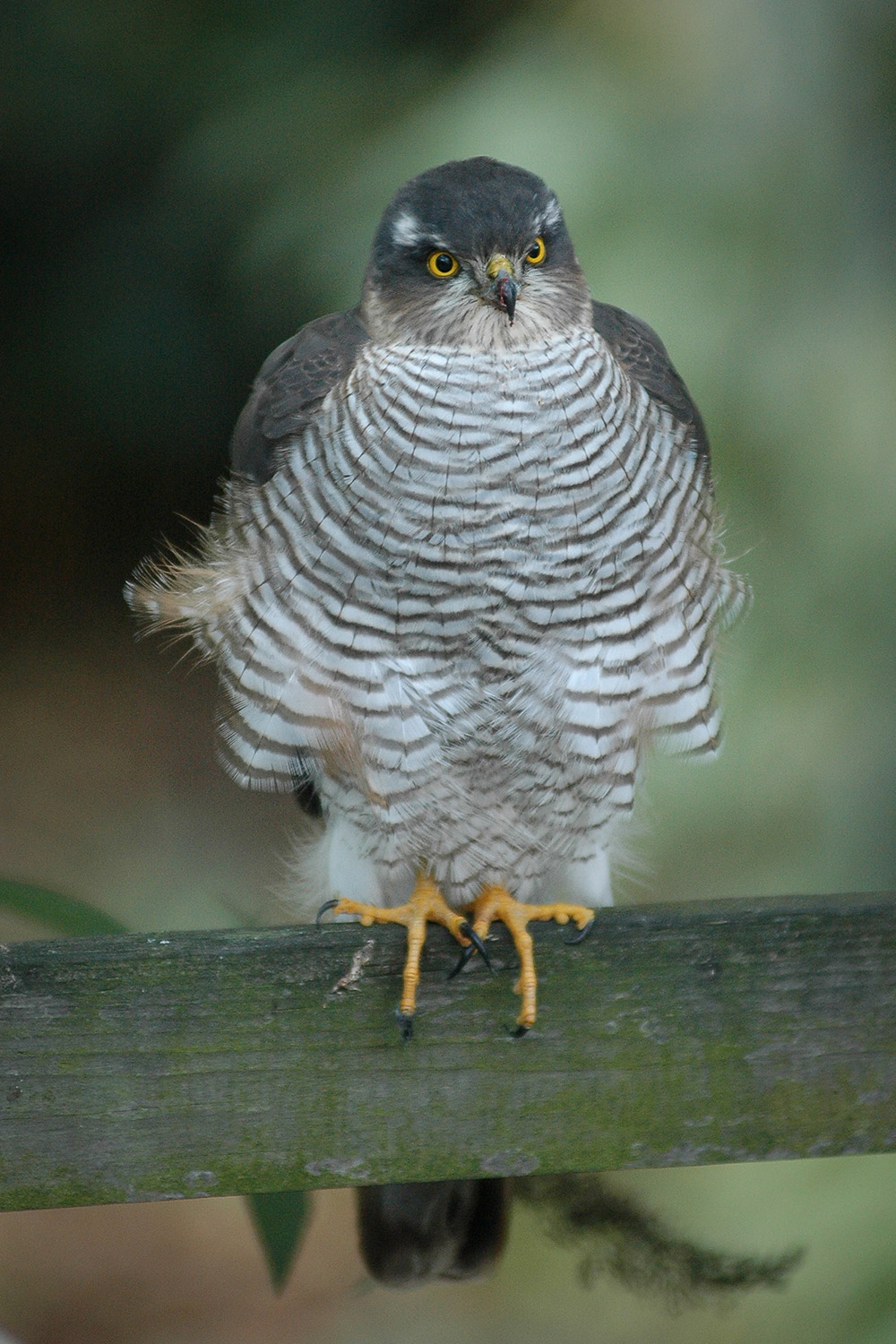
L'esparver comú caça els ocells sedosos europeus.

Els ocells sedosos són presa dels rapinyaires, com ara l'aligot calçat, els esparvers comuns, falcons de praderia i els botxins septentrionals. L'esmirla ataca els estols d'hivern, inclús a les ciutats. Quan s'alarma, l'ocell sedós "es congela" amb el bec i el coll apuntant cap amunt. Si això falla, vola, cridant sorollosament.
Les parelles d'ocell sedós no són parasitades de posta pel cucut comú o els seus parents a Euràsia perquè les cries del cucut no poden sobreviure amb una dieta majoritàriament basada en la fruita. A Amèrica del Nord, l'àrea de reproducció de l'ocell sedós té poca superposició amb el vaquer capbrú, una altra espècie paràsita de posta. No obstant això, els ous d'altres aus col·locats en un niu d'ocell sedós sempre són rebutjats. Això suggereix que en el passat, potser fa 3 milions d'anys, l'ocell sedós ancestral patia molta parasitació de posta i encara ara conserva el comportament de rebuig adquirit aleshores.
Els àcars paràsits inclouen Syringophiloidus bombycillae, identificat per primera vegada en aquesta espècie, i l'àcar nasal Ptilonyssus bombycillae. Els paràsits de la sang inclouen espècies de Trypanosoma i de Leucocytozoon identificat per primera vegada en aquesta espècie d'ocell. L'ocell sedós pot ser portador de cucs plans i tènies, però els nivells d'infestació de cucs paràsits són generalment baixos.

## Estat
S'ha estimat que la població mundial d'ocell sedós europeu és de més de tres milions d'exemplars i l'àrea de reproducció cobreix uns 12,8 milions de km 2. Tot i això la població d'aquesta espècie, a partir del 2013, sembla que està disminuint, la disminució no és ràpida ni prou greu per a activar els criteris de vulnerabilitat de conservació. Atesa la seva gran quantitat i la seva enorme àrea de reproducció, aquesta espècie està classificada per la Unió Internacional per a la Conservació de la Natura com a menys preocupant. Els boscos que habita aquesta espècie es troben ben al nord de les principals poblacions humanes, i els ocells poden utilitzar hàbitats alterats, de manera que no hi ha amenaces greus a llarg termini.

## Galeria

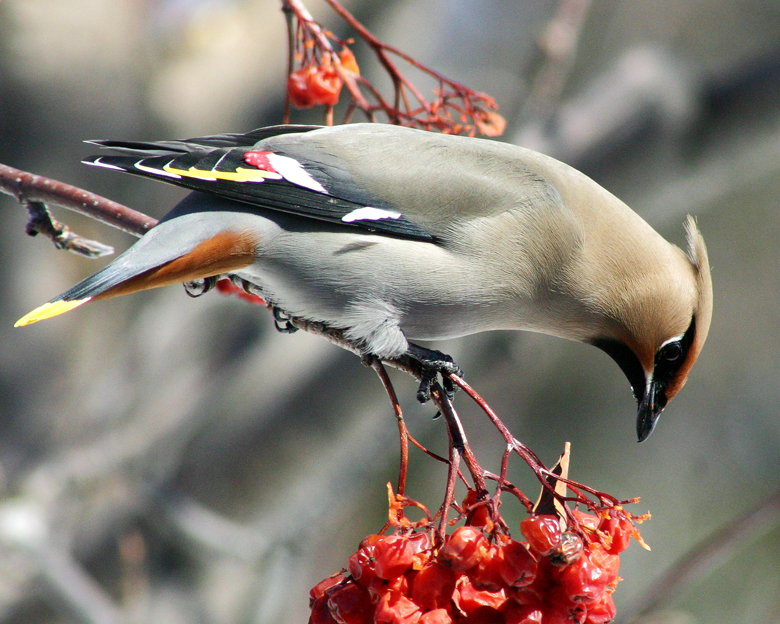
Ocell sedós alimentant-se
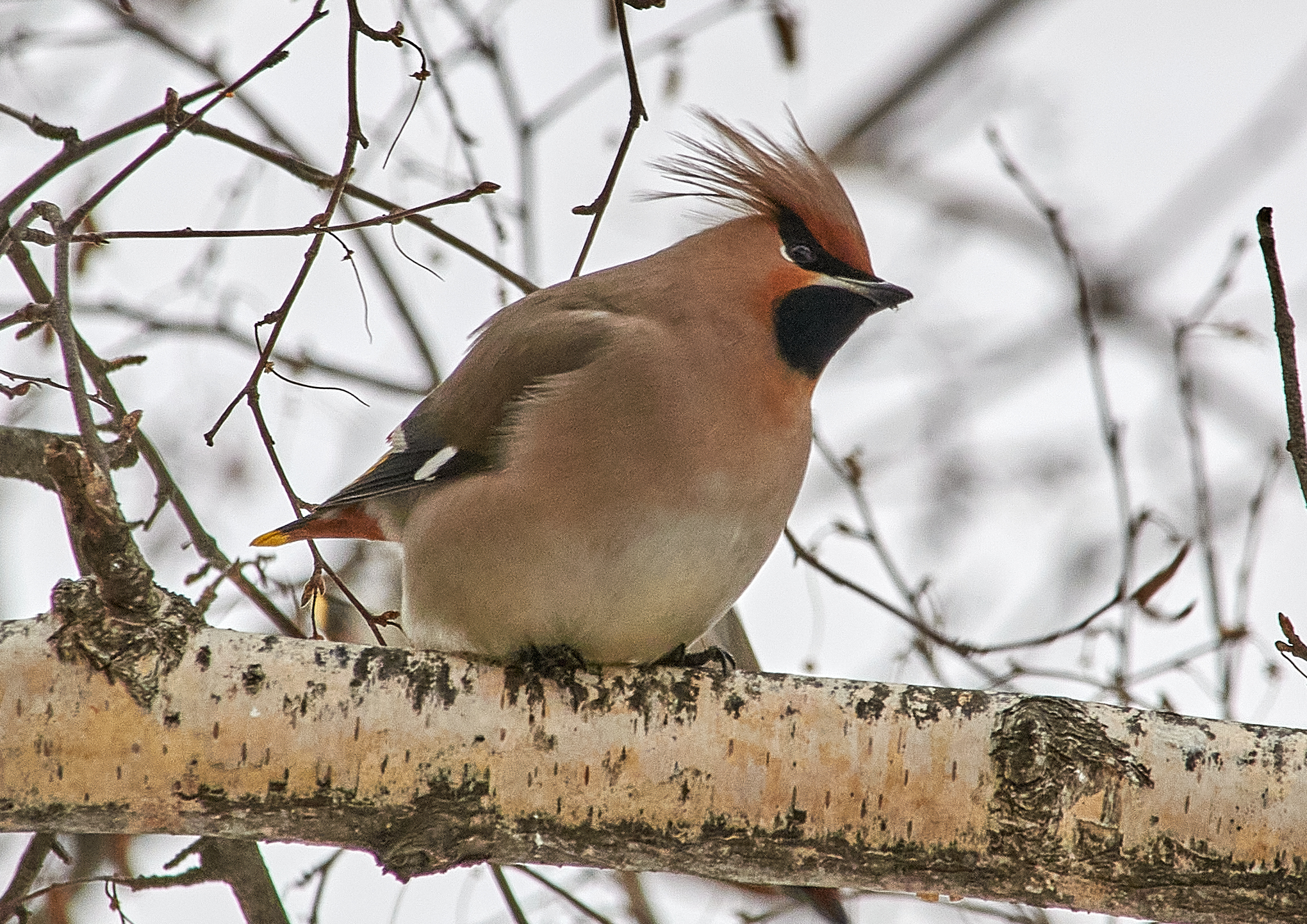
Adult a l'hivern
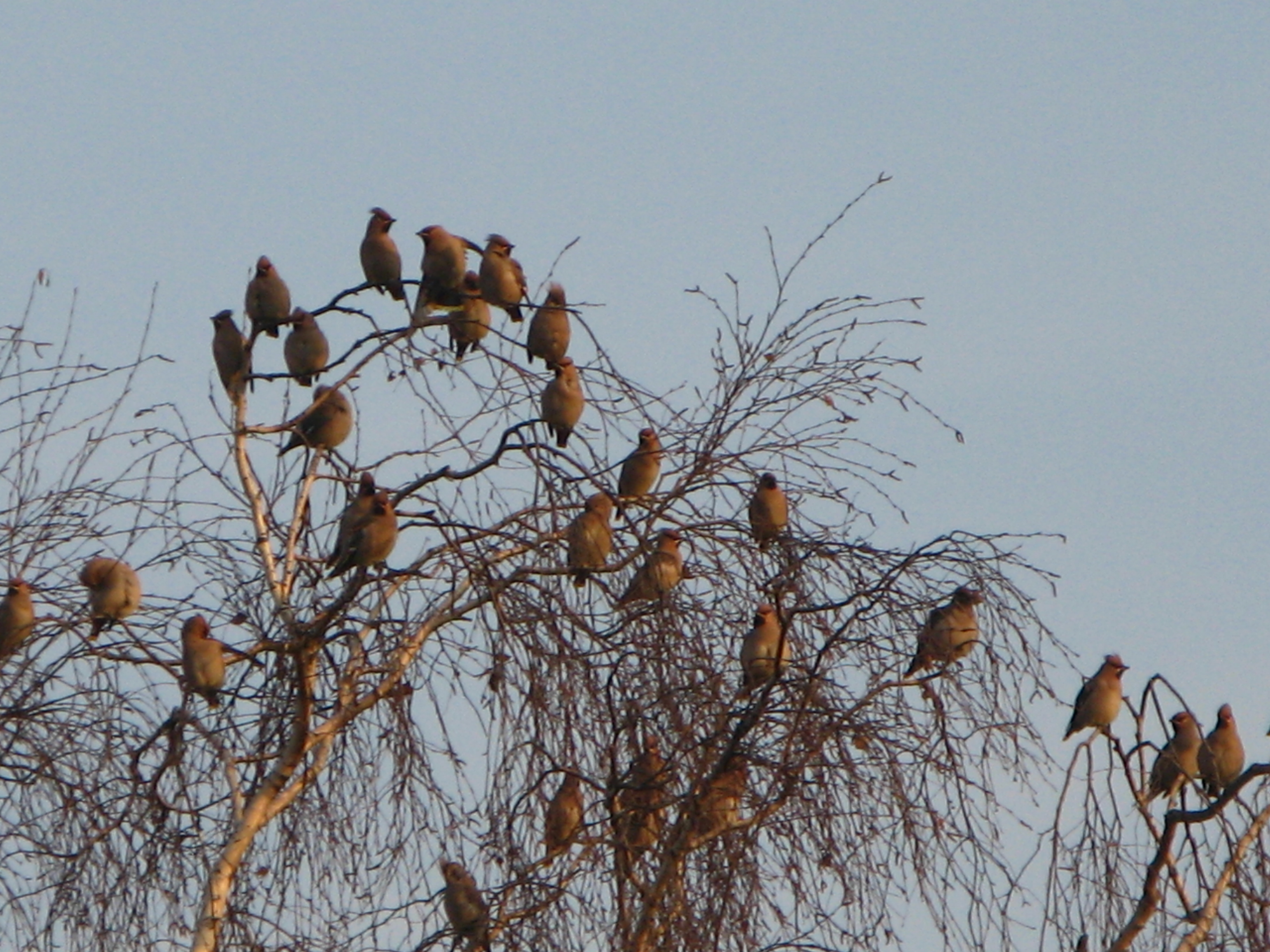
Estol d'ocell sedós

## Textos citats
- Brazil, Mark. Birds of East Asia.  Londres: A & C Black, 2009. ISBN 978-0-7136-7040-0.
- Campbell, Robert Wayne. The Birds of British Columbia: Passerines (Flycatchers Through Vireos).  Vancouver: University of British Columbia, 1997. ISBN 978-0-7748-0572-8.
- Cocker, Mark. Birds Britannica.  Londres: Chatto & Windus, 2005. ISBN 978-0-7011-6907-7.
- Főzy, István. Fossils of the Carpathian Region.  Bloomington, Indiana: Indiana University Press, 2013. ISBN 978-0-253-00987-6.
- Gessner, Conrad. Icones avium omnium, quae in Historia avium Conradi Gesneri describuntur : cum nomenclaturis singulorum latinis, italicis, gallicis et germanicis plerunque, per certos ordines digestae (en llatí).  Zurich: C Froschoverus, 1555.
- Holloway, Joel Ellis. Dictionary of Birds of the United States: Scientific and Common Names.  Portland, Oregon: Timber Press, 2003. ISBN 978-0-88192-600-2.
- Jobling, James A. The Helm Dictionary of Scientific Bird Names.  Londres: Christopher Helm, 2010. ISBN 978-1-4081-2501-4.
- Linnaeus, Carl. Systema naturae per regna tria naturae, secundum classes, ordines, genera, species, cum characteribus, differentiis, synonymis, locis. Tomus I. Editio decima, reformata (en llatí).  Holmiae: Laurentii Salvii, 1758.
- Mayr, Ernst. Checklist of Birds of the World: A continuation of the work of James L Peters. IX.  Cambridge, Massachusetts: Museum of Comparative Zoology, 1960.
- Mullarney, Killian. Collins Bird Guide. 2a edició.  Londres: Collins, 2009. ISBN 978-0-00-726726-2.
- Newton, Ian. Bird Migration (Collins New Naturalist Library 113).  Londres: Collins, 2010. ISBN 978-0-00-730732-6.
- Rausch, Robert L. "Biology of Avian Parasites: Helminthes" in Farner, Donald S. Avian Biology, Volume 7.  Nova York: Academic Press, 1983. ISBN 978-0-12-412020-4.Avian Biology, Volume 7. New York: Academic Press. ISBN <bdi>978-0-12-412020-4</bdi>.
- Semenchuk, Glen Peter. The Atlas of Breeding Birds of Alberta.  Edmonton, Alberta: Federation of Alberta Naturalists, 1992. ISBN 978-0-9696134-0-4.
- Sibley, David. The North American Bird Guide.  Robertsbridge, Sussex: Pica Press, 2000. ISBN 978-1-873403-98-3.
- Snow. The Birds of the Western Palearctic concise edition (2 volumes).  Oxford: Oxford University Press, 1998. ISBN 978-0-19-854099-1.
- Snow, Barbara. Birds and Berries (Poyser Monographs).  Londres: Poyser, 2010. ISBN 978-1-4081-3821-2.
- Vieillot, Louis Jean Pierre. Histoire naturelle des oiseaux de l'Amérique Septentrionale. Volume 1 (en francès).  París: Desray, 1807. DOI 10.3931/e-rara-7221.
- Willughby, Francis. The ornithology of Francis Willughby of Middleton in the county of Warwick.  Londres: John Martyn, 1678.